# Hermann Mathias Görgen
Hermann Mathias Görgen (Wallerfangen, 23 de dezembro de 1908 — Bonn, 3 de maio de 1994) foi um filósofo e político alemão.

## Biografia
Tendo fugido da Alemanha em 1938, por motivos políticos, asilou-se em 1941 no Brasil, onde trabalhou como professor de 1942 a 1950. Em 1950 foi professor de filosofia, economia e história na faculdade de economia da Universidade de Juiz de Fora, onde permaneceu até 1954, retornando então para a Alemanha.
Em 1957 foi representante do Gabinete de Imprensa e Informação do Governo Federal Alemão para tarefas especiais na América Latina, até 1973. Em 1959 foi conselheiro especial para o chanceler Konrad Adenauer no Brasil.

## Homenagens
Em reconhecimento ao seu antigo país de exílio, fundou em 1960 a primeira Sociedade Alemã Brasileira para o intercâmbio cultural entre os dois países e, um ano mais tarde, o Centro Latino Americano, uma organização de cooperação para o desenvolvimento.
Recebeu em 05 de agosto de 1964 o título de doutor Honoris causa da Universidade Federal do Ceará.

## Publicações
- Friedrich Wilhelm Foerster Leben und wissenschaftliche Entwicklung bis zum Jahre 1904. Zurique, 1933
- Österreich und die Reichsidee. Viena, 1938
- Die österreichische Frage - historisch gesehen, Zürich, 1938
- Tschiangkaischeck. Chinas Kampf, Luzerna, 1940
- Ein Leben gegen Hitler. Geschichte und Rettung der "Gruppe Görgen". Autobiographische Skizzen. Lit-Verlag, 1997. ISBN 3-8258-3457-3
- 500 Jahre Lateinamerika: Licht und Schatten. Lit-Verlag, 1993. ISBN 3-89473-484-1
- Brasilien: eine länderkundliche Skizze. Tellus-Verlag, 1970